# Hudson (Nueva York)
Hudson es una ciudad emplazada en la frontera occidental del condado de Columbia y en la ribera este del famoso río Hudson, en Nueva York. Es la primera ciudad de Estados Unidos en recibir fueros cívicos en todo el país.
Posee una población de 7.524 personas en base al censo del año 2000 y tiene además la calidad de ciudad cabecera del condado del mismo nombre. La urbe recibió su denominación del río que anquea y de quien fuera su primer explorador europeo, Henry Hudson.

## Geografía
Hudson se encuentra ubicada en las coordenadas 42°15′0″N 73°47′23″O / 42.25000, -73.78972. Según la Oficina del Censo, la ciudad tiene un área total de 6.0 km² (2.3 sq mi), de la cual 5.6 km² (2.2 sq mi) es tierra y 0.4 km² (0.2 sq mi) (6.47%) es agua.

## Demografía
Según el censo del año 2000, los ingresos medios por hogar en la localidad eran de $24.279 y los ingresos medios por familia eran $27.594. Los hombres tenían unos ingresos medios de $26.279 frente a los $22.598 para las mujeres. La renta per cápita para la localidad era de $15.759. Alrededor del 23.8% de las familias y del 25.6% de la población estaban por debajo del umbral de pobreza.